# Unité dérivée
Une unité dérivée est une unité de mesure qui combine plusieurs unités fondamentales (sous la forme d'un produit de puissances de plusieurs de ces unités de base). On peut l'exprimer à l'aide des unités de base ou bien par un nom et un symbole propres.
Exemples :
- le mètre par seconde (m/s), unité de vitesse dérivée du mètre et de la seconde : 1 m/s = 1 m s−1 (Système international) ;
- le pascal (Pa), unité de pression dérivée du kilogramme, du mètre et de la seconde : 1 Pa = 1 kg m−1 s−2 (Système international) ;
- la poise, unité de viscosité dérivée du gramme, du mètre et de la seconde : 1 Po = 1 g m s−1 (système CGS) ;
- l'acre anglo-saxonne, unité de superficie dérivée de la verge anglaise (ou yard) : 1 A = 1 chaîne furlong = 22 yard × 220 yard = 4 840 yard2 (système impérial).

## Unités de base et unités dérivées
Les grandeurs physiques que l'on invoque dans les sciences expérimentales ne sont pas toutes indépendantes, au moins en termes de dimensions. Il y a 6 dimensions physiques indépendantes : deux pour l'espace-temps, plus deux pour inclure les grandeurs mécaniques, plus deux pour inclure les grandeurs électromagnétiques. Le Système international (SI) et le système CGS ont ainsi choisi comme grandeurs fondamentales la longueur, le temps, la masse, la température, l'intensité électrique et l'intensité lumineuse. Les unités de base correspondantes du SI sont le mètre (m), le kilogramme (kg), la seconde (s), l'ampère (A), le kelvin (K) et la candela (cd). Pour faire le lien entre le monde microscopique des atomes et notre monde macroscopique, le SI a rajouté la mole (mol) qui est un nombre sans dimension. Les unités SI de toutes les autres grandeurs physiques dérivent d'une ou plusieurs de ces 7 unités de base.

## Dénomination et symboles
- La plupart des unités dérivées bénéficient en propre d'un nom et d'un symbole (formé de l'initiale ou de deux lettres du nom). Celles du Système international[4] ont été nommées en l'honneur de scientifiques s'étant illustrés dans le domaine correspondant : becquerel (Bq), curie (Ci), henry (H), hertz (Hz), joule (J), newton (N), pascal (Pa), watt (W), etc.
- Certaines unités dérivées, parce que leur expression en termes des unités de base est simple et compréhensible, n'ont pas reçu de nom ni de symbole propres. C'est notamment le cas des unités de vitesse et de masse volumique : mètre par seconde (m/s) et kilogramme par mètre cube (kg/m3) du Système international, centimètre par seconde (cm/s) et gramme par centimètre cube (g/cm3) du système CGS.
- Quelques unités dérivées ont un nom et un symbole propres mais sont parfois nommées autrement, quand le contexte s'y prête. Ainsi le pascal (Pa), unité de pression du Système international, est-il parfois nommé newton par mètre carré (N/m2) ou joule par mètre cube (J/m3) : 1 Pa = 1 N/m2 = 1 J/m3 = 1 kg m/s2.
- L'unité SI de viscosité, anciennement dénommée poiseuille (Pl), est désormais appelée pascal seconde (Pa s) : 1 Pa s = 1 kg m−1 s−1.
- Quelques unités dérivées servent trop rarement pour qu'on ait jugé utile de leur donner un nom. C'est par exemple le cas du m3 kg−1 s−2 (ou N m2/kg2), qui n'est utilisé que pour exprimer la constante de gravitation universelle.

## Conversion d’unités
Pour convertir entre elles les unités dérivées de deux systèmes différents il faut revenir à leurs expressions en termes d’unités de base.
Par exemple, pour la conversion des unités de viscosité entre le Système international (le pascal-seconde) et le système CGS (la poise), on écrit : 1 Pa s = 1 kg m−1 s−1 et 1 Po = 1 g cm−1 s−1. Comme 1 kg = 1 000 g et 1 m = 100 cm, 1 Pa s = (1000)1(100)-1 Po = 10 Po.